# Rhytidoponera rufithorax
Rhytidoponera rufithorax är en myrart som beskrevs av Clark 1941. Rhytidoponera rufithorax ingår i släktet Rhytidoponera och familjen myror. Inga underarter finns listade i Catalogue of Life.